# Granopothyne palawana
Granopothyne palawana es una especie de escarabajo de la familia Cerambycidae. Fue descrito científicamente por primera vez por Vives en 2009.